# Ihor Smeszko
Ihor Petrowycz Smeszko, ukr. Ігор Петрович Смешко (ur. 17 sierpnia 1955 w Chrystyniwce) – ukraiński polityk, wojskowy, funkcjonariusz służb specjalnych i wykładowca, generał pułkownik, w latach 2003–2005 szef Służby Bezpieczeństwa Ukrainy, kandydat w wyborach prezydenckich w 2019.

## Życiorys
Absolwent wyższej szkoły wojskowej KWZRIU im. Siergieja M. Kirowa w Kijowie (1977). Doktoryzował się w 1991 w jednej z akademii wojskowych. Ukończył też m.in. prawo na Kijowskim Uniwersytecie Narodowym im. Tarasa Szewczenki (2002). Od ukończenia szkoły wojskowej służył w wojskach obrony przeciwlotniczej ZSRR. Zajął się też później działalnością dydaktyczną. Doszedł do stopnia generała pułkownika. W 1992 został sekretarzem wykonawczym rady ekspertów przy ministrze obrony Ukrainy. W latach 1992–1995 pracował jako attaché wojskowy w Stanach Zjednoczonych. Później do 1998 przewodniczył komisji wywiadu przy prezydencie Łeonidzie Kuczmie. Od 1997 do 2000 kierował główną dyrekcją wywiadu w ministerstwie obrony (GUR MOU). Potem do 2002 był attaché wojskowym w ambasadzie w Szwajcarii, reprezentując resort również przy organizacjach międzynarodowych w Genewie. W latach 2002–2003 był przewodniczącym jednej z komisji przy prezydencie Ukrainy. W 2002 został także zastępcą sekretarza, a w 2003 pierwszym zastępcą sekretarza Rady Bezpieczeństwa Narodowego i Obrony Ukrainy.
Od września 2003 do lutego 2005 stał na czele Służby Bezpieczeństwa Ukrainy. Kierował tą służbą w trakcie wyborów prezydenckich w 2004 i pomarańczowej rewolucji. W 2004 brał udział w obiedzie, po którym miał zachorować kandydat opozycji Wiktor Juszczenko, co łączono z próbą jego otrucia. Ihor Smeszko konsekwentnie zaprzeczał, by SBU brała udział w próbie wyeliminowania kandydata. Sam zaczął być kojarzony jako zwolennik pomarańczowej rewolucji, która przyczyniła się do wygranej Wiktora Juszczenki. W szczególności miał zapobiec użyciu wojska przeciwko protestującym zwolennikom opozycji.
Wkrótce zwolniono go ze stanowiska szefa SBU. W 2006 został prezesem centrum analitycznego. W 2009 stanął na czele ugrupowania Siła i Honor. W latach 2014–2019 współpracował z prezydentem Petrem Poroszenką, będąc jego doradcą i krótko szefem komisji wywiadu przy głowie państwa. W 2019 był kandydatem w wyborach prezydenckich, w pierwszej turze głosowania otrzymał 6,04% głosów (6. miejsce).